# 변추석
변추석(卞秋錫, 1956년 ~ )은 대한민국의 국민대학교 시각디자인학과 교수이자 제23대 한국관광공사 사장이다. 본관은 초계. 제18대 대통령 선거에서 박근혜 후보의 홍보팀장을 맡았다.

## 학력
- 중앙대학교 시각디자인학 학사
- 1993년 ~ 1996년 : 프랫인스티튜트 대학원 커뮤니케이션 디자인 석사

## 경력
- 1982년 : LG애드 크리에이티브 디렉터
- 1997년 : 프랑스 칸 국제광고제 심사위원
- 2000년 : 국민대학교 시각디자인학과 부교수
- 2010년 : 국민대학교 디자인대학원 원장, 국민대학교 조형대학 학장
- 2013년 1월 : 18대 대통령직 인수위원회 당선자 비서실 홍보팀장
- 2014년 4월 ~ 2015년 4월 : 제23대 한국관광공사 사장, 국민대학교 시각디자인학과 교수

## 상훈
- 1986년 : KSVD 회원상
- 2005년 : VIDAK Award
- 2010년 : Cornerstone Award